# Озлем Тюреджі
Озлем Тюреджі (тур. Özlem Türeci, [ˈœzlɛm ˈtyrɛdʒɪ]; 1967, Ластруп, Нижня Саксонія) — німецька лікарка, науковиця-дослідниця, винахідниця й підприємиця. Засновниця (разом з Угуром Шахіном) біотехнологічної компанії Ganymed Pharmaceuticals і біржової компанії BioNTech, в якій є членкинею ради директорів з медицини. Паралельно до основного напрямку діяльності — розробка препаратів для імунотерапії проти раку, — Biontech розробила та протестувала РНК-вакцину BNT162b2 проти COVID-19. Озлем Тюреджі є також приват-доцентомкою у Майнцькому університеті.

## Біографія
Озлем Тюреджі — дочка турецького хірурга, який приїхав до Німеччини зі Стамбула і працював у католицькій лікарні св. Елізабет-Штифт у Ластрупі, що в районі Клоппенбург. Вона вивчала медицину в Саарському університеті в Гомбурзі. Там познайомилася з Угуром Шахіном, онкологом в онкологічному відділенні разом із Майклом Пфройндшу. У 2000 році вона приєдналася до нього в якості приватнох викладачки в Університеті Майнца, де досягла успіхів в імунотерапії раку. За її заявою, у цей час вона спостерігала, «що наука не завжди приходить до ліжка пацієнта». Щоб швидше зробити доступними інноваційні форми терапії, Тюреджі та Шахін, з яким вона одружилася, заснували у 2001 році фірму "Ganymed Pharmaceuticals", яка розробляє моноклональні антитіла проти раку. В 2016 році японська фармацевтична компанія Astellas придбала компанію щонайменше на 422 мільйони євро.
Езлем Тюреджі працює разом зі чоловіком, який виконує обов'язки головного виконавчого директора, генерального директора, головного медичного директора (CMO) в раді BioNTech SE. У фірмі Тюреджі відповідає за клінічні дослідження та розробки. 2008 року Озлем Тюреджі заснувала у Майнці компанію BioNTech SE. 2019 року ця компанія була зареєстрована на американській біржі технологій NASDAQ. У 2020 році Biontech зосередився на розробці вакцини BNT162b2 проти коронавірусу SARS-CoV-2.
Тюреджі також є головою німецького провідного дослідницького кластеру з індивідуалізованого імунного втручання Ci3 Федерального міністерства освіти і досліджень а також членкинею ради CIMT, найбільшої європейської асоціації імунотерапії раку.

## Вибрані публікації
- mit Burkhard Ludewig, Philippe Krebs, Helen Metters, Jutta Tatzel, Uğur Şahin: Molecular Characterization of Virus-induced Autoantibody Responses. In: Journal Experimental Medicine. 200/5. 2004, S. 637—646.
- mit D. Usener, S. Schneider, U. Şahin: Identification of tumor-associated autoantigens with SEREX. In: Methods Molecular Medicine. 2005.109, S. 137—154, doi:10.1385/1-59259-862-5:137.
- mit Uğur Şahin: Personalized vaccines for cancer immunotherapy. In: Science. 359(6382). 2018, S. 1355—1360, doi:10.1126/science.aar7112.
- mit Mathias Vormehr, Mustafa Diken, S. Kreiter, C. Huber, U. Şahin: Targeting the Heterogeneity of Cancer with Individualized Neoepitope Vaccines. In: Clinical Cancer Research. 22(8). 2016, S. 1885—1896, doi:10.1158/1078-0432.CCR-15-1509.

## Нагороди
- Премія Георга Келера 2005 року Німецького товариства імунологів (спільно з Угуром Шахіном)